# 養老牛岳
養老牛岳（ようろううしだけ）は、北海道の斜里郡清里町と標津郡中標津町の2町にまたがる標高846.4 mの山である。山頂には三等三角点「標津山」が設置されている。

## 概要
知床連峰の西端部に位置し、南部に流れる川は養老牛温泉の源泉地になっている。
山名は中標津町の養老牛地区からつけられたと考えられている。「養老牛」の名前の由来は諸説ある。
- 「エ・ウォル（頭を水に突っ込んでいる）」が由来という説[3]。
- 「エルオシ（山が岩崖になって水中に入り込んでいる所）」が由来という説[3]。
- 「イ・オロ・ウシ（それを・水に漬ける・ところ）」が由来という説。標茶町の虹別からメノコ(アイヌ女性)がここにきてイラクサを温泉水に浸して繊維をとっていたという話がある[3]。
- 松浦武四郎が書いた「久摺日誌」の地図に「ヨロウシ」と言う地名が書いており、「アイヌの木幣（イナウ）を作りたて拝す」という記述している。これが熊祭りのことを指すのであれば、「イヨマンテ」が転訛したものという説[3]。

## 登山
登山道はないため主に残雪期に登られる。
- 道道150号にある林道から入り、標高600m峰の尾根を登る。標高788m峰で主稜線に入り、そこからは稜線を辿って山頂へ至る。
- 養老牛温泉からタイラ沢林道を進み、396m標高点あたりから尾根に取り付いてそのまま主稜線まで登った後にすぐに山頂へ至る。